# Harc, Tolna
Harc  este un sat în districtul Szekszárd, județul Tolna, Ungaria, având o populație de 939 de locuitori (2011). 

## Demografie
Componența etnică a satului Harc
     Maghiari (95,62%)
     Romi (2,54%)
     Germani (1,15%)
     Români (0,69%)
Componența confesională a satului Harc
     Romano-catolici (53,99%)
     Fără religie (17,47%)
     Reformați (4,37%)
     Luterani (1,81%)
     Necunoscută (22,04%)
     Atei (0,32%)
     Alte religii (0,96%)
Conform recensământului din 2011, satul Harc avea 939 de locuitori. Din punct de vedere etnic, majoritatea locuitorilor (95,62%) erau maghiari, existând și minorități de romi (2,54%) și germani (1,15%).  Din punct de vedere confesional, majoritatea locuitorilor (53,99%) erau romano-catolici, existând și minorități de persoane fără religie (17,47%), reformați (4,37%) și luterani (1,81%). Pentru 22,04% din locuitori nu este cunoscută apartenența confesională.